# Bandali Debs
Bandali Michael Debs (nacido el 18 de julio de 1953) es un asesino en serie convicto australiano que actualmente cumple cuatro condenas consecutivas de cadena perpetua más 27 años por el asesinato de dos agentes de policía de Victoria en agosto de 1998 y por el asesinato en 1997 de la adolescente Kristy Harty.  Debs estuvo detenido en la prisión HM Barwon en Victoria. El 12 de diciembre de 2011, Debs fue condenado por asesinar a tiros a la trabajadora sexual de Nueva Gales del Sur Donna Ann Hicks en abril de 1995.  Es interpretado por el actor australiano Greg Stone en la película para televisión Underbelly Files: Tell Them Lucifer was Here .

## Vida personal
Debs nació con el nombre de Edmund Plancis el 18 de julio de 1953. Aunque Debs ha evitado hablar de su infancia, en un informe periodístico de 2003 su hermano afirmó que él y Debs fueron torturados cuando eran niños, pero no hay pruebas sólidas de esta afirmación.  Debs era de Narre Warren, un suburbio al sureste de Melbourne, y trabajaba como tejador. Fue padre de cinco hijos, el más joven de los cuales, Joseph, fue encontrado muerto debido a una presunta sobredosis de drogas en una casa de Greensborough en diciembre de 2003.

## Asesinatos policiales de Silk-Miller
En febrero de 2003, Debs fue declarado culpable y condenado a dos penas consecutivas de cadena perpetua sin pena mínima por los asesinatos de dos agentes de policía de Victoria, el sargento Gary Silk y el agente superior Rodney Miller, en Moorabbin, Victoria, el 16 de agosto de 1998. 
Jason Joseph Roberts, a quien la policía alegó como cómplice y que tenía 22 años al momento de la sentencia, también fue declarado culpable de los asesinatos policiales y sentenciado a dos penas consecutivas de cadena perpetua con un mínimo de 35 años. Esta decisión fue anulada y Roberts fue absuelto por un jurado en julio de 2022.

## Asesinato de Kristy Harty
El 20 de junio de 2005, la policía acusó a Debs del asesinato de la adolescente Kristy Mary Harty, quien fue asesinada en Upper Beaconsfield el 17 de junio de 1997.
Harty estaba solicitando sexo en Princes Highway cuando se encontró con Debs. La pareja se dirigió a un camino apartado en el bosque en Upper Beaconsfield, donde tuvieron relaciones sexuales sin protección. Luego, Harty fue asesinada; la causa de su muerte fue una única herida de bala en la parte posterior de la cabeza. Su cuerpo semidesnudo fue encontrado tendido boca abajo por excursionistas.
Las pruebas de ADN revelaron que el semen encontrado en el cuerpo de Harty coincidía con el de Debs y en mayo de 2007, fue declarado culpable del asesinato y condenado a una tercera pena consecutiva de cadena perpetua. 
Al sentenciar a Debs, el juez Kaye comentó:
El asesinato de la Sra. Harty fue completamente absurdo, innecesario y gratuito. La prueba demuestra más allá de toda duda que no se trató de un caso de encuentro sexual en el que, en el calor del momento, los sentimientos o las pasiones pudieron haber conducido a un acto de violencia espontáneo e irracional. Más bien, y todo lo contrario, se trató claramente de un asesinato cruel, cobarde y sin sentido, a sangre fría, de una joven totalmente inocente, indefensa y vulnerable. La evidencia lleva a la inevitable conclusión de que usted asesinó a Kristy Harty sin ningún otro motivo que el mero hecho de hacerlo. 

## Asesinato de Donna Anne Hicks
Donna Anne Hicks fue asesinada a tiros en abril de 1995 en el oeste de Sydney. Había estado bebiendo en el Hotel Colyton, después de lo cual se subió a un vehículo 4x4, que coincidía con un automóvil propiedad de Debs.
Después de haber sido ingresado en una base de datos de ADN de criminales, Debs fue posteriormente vinculado al caso a través del análisis de ADN. El 30 de septiembre de 2008, los detectives de homicidios de Nueva Gales del Sur entrevistaron a Debs y allanaron su dirección anterior en Sídney. El 12 de diciembre de 2011, fue declarado culpable del asesinato de Hicks en el Tribunal Supremo de Nueva Gales del Sur y fue condenado a una cuarta cadena perpetua consecutiva.
Durante la audiencia judicial para el nuevo juicio de Jason Robert en 2022 por los asesinatos policiales de Silk-Miller, Debs admitió que efectivamente mató a Hicks.

## La vida en prisión
Mientras estuvo en prisión, Debs tomó clases de psicología, habilidades para la vida y capacitación en informática, y trabajó como limpiador de alfombras en la prisión. Se le ha considerado sospechoso de numerosos otros asesinatos, como el de Sarah MacDiarmid.